# Huesca (stad)
Huesca is een gemeente in en hoofdstad van de Spaanse provincie Huesca in de regio Aragón met een oppervlakte van 161 km². Huesca telt 52.282 inwoners (1 januari 2016). Het is tevens de hoofdstad van de comarca Hoya de Huesca.
Traditioneel het belangrijkste feest in de stad wordt gevierd op 10 augustus, de naamdag van San Lorenzo ofwel Sint Laurentius, die omstreeks 220 in Huesca werd geboren. Hij was diaken in Rome, en stierf de martelaarsdood in 268, volgens de legende op een rooster boven een vuur. Een rooster is een veelgebruikt ornament op gebouwen in de stad.
De kathedraal van Huesca, de Catedral de la Transfiguración del Señor, werd gebouwd vanaf omstreeks 1273 en uitgebreid tot in de 15e eeuw. Het voorportaal met beelden van de apostelen dateert uit 1300-1313. De toren en kloostergang zijn 15e-eeuws.

## Sport
SD Huesca is de professionele voetbalclub van Huesca en speelt in het Estadio El Alcoraz. In het seizoen 2018/2019 kwam SC Huesca voor het eerst uit op het hoogste Spaanse professionele niveau, de Primera División.
Huesca is tien keer aankomstplaats geweest van een etappe in de wielerkoers Ronde van Spanje. Dit was voorlopig voor het laatst het geval in 1994 toen de Duitser Erik Zabel er ritwinnaar was. In 2020 was Huesca wel nog startplaats van een etappe naar Sabiñánigo.

## Demografische ontwikkeling
Bron: INE; 1857-2011: volkstellingen
Aanhechting van Banariés (1970), Apiés, Cuarte en Tabernas de Isuela (1981)

## Geboren in Huesca
- Petronella van Aragón (1135-1174), koningin van Aragón
- Alfons II van Aragón (1157-1196), koning van Aragón
- Antonio Saura (1930-1998), kunstenaar
- Carlos Saura (1932-2023), cineast
- Megan Montaner (1987), actrice
- Fernando Barceló (1996), wielrenner

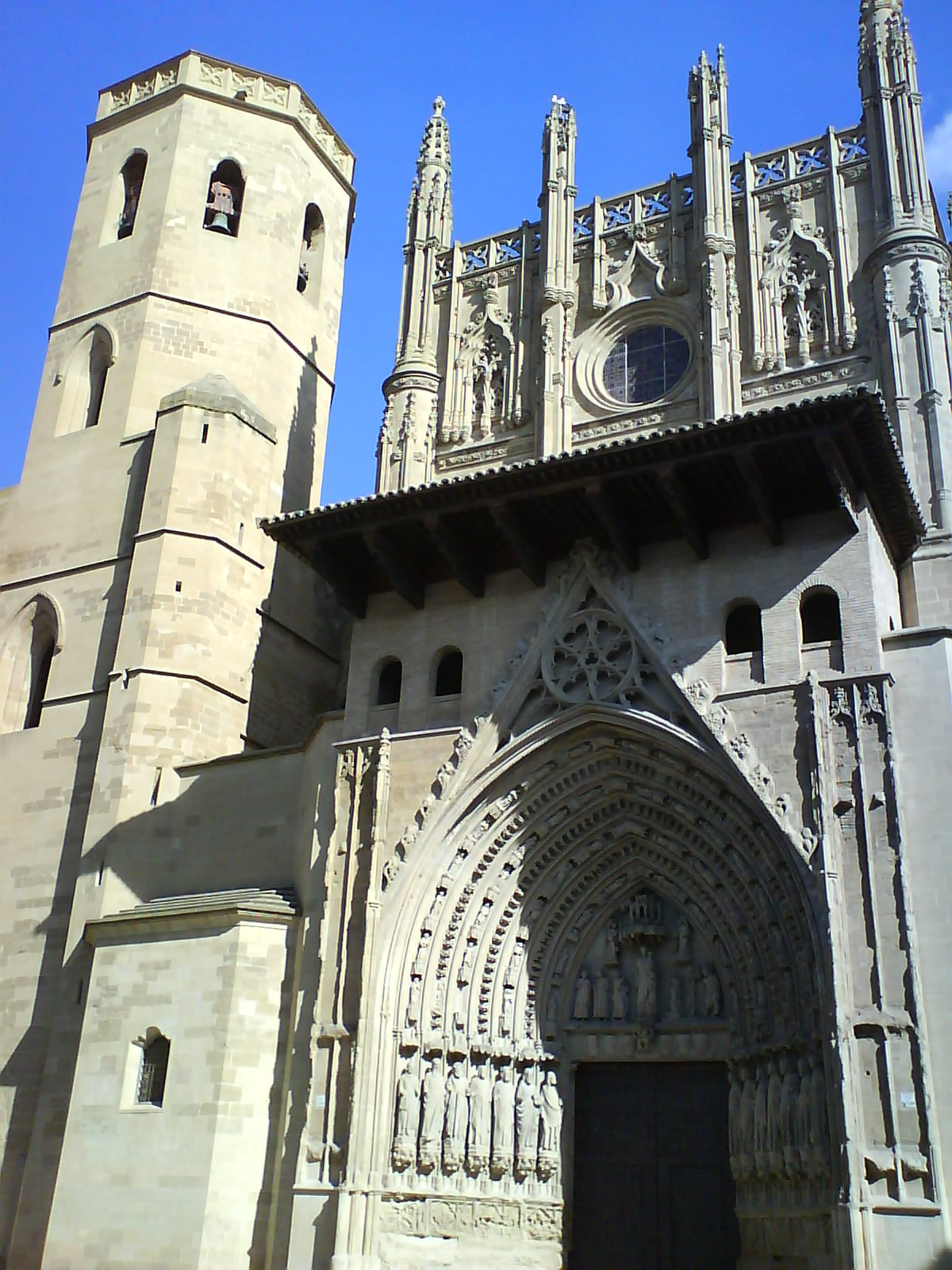
Kathedraal van Huesca

Albacete · Alicante · Almería · Ávila · Badajoz · Badalona · Barcelona · Bilbao · Burgos · Cáceres · Cádiz · Cartagena · Castelló de la Plana · Ceuta · Ciudad Real · Córdoba · A Coruña · Cuenca · Elche/Elx · Gijón · Girona · Granada · Guadalajara · L'Hospitalet de Llobregat · Huelva · Huesca · Jaén · Jerez de la Frontera · León · Lleida · Logroño · Lugo · Madrid · Málaga · Melilla · Mérida · Móstoles · Murcia · Oviedo · Ourense · Palencia · Palma · Las Palmas de Gran Canaria · Pamplona · Pontevedra · Sabadell · Salamanca · San Sebastián · Santa Cruz de Tenerife · Santander · Santiago de Compostella · Segovia · Sevilla · Soria · Tarragona · Terrassa · Teruel · Toledo · Valencia · Valladolid · Vigo · Vitoria-Gasteiz · Zamora · Zaragoza
Abiego · Abizanda · Adahuesca · Agüero · Aínsa-Sobrarbe · Aísa · Albalate de Cinca · Albalatillo · Albelda · Albero Alto · Albero Bajo · Alberuela de Tubo · Alcalá de Gurrea · Alcalá del Obispo · Alcampell · Alcolea de Cinca · Alcubierre · Alerre · Alfántega · Almudévar · Almunia de San Juan · Almuniente · Alquézar · Altorricón · Angüés · Ansó · Antillón · Aragüés del Puerto · Arén · Argavieso · Arguis · Ayerbe · Azanuy-Alins · Azara · Azlor · Baélls · Bailo · Baldellou · Ballobar · Banastás · Barbastro · Barbués · Barbuñales · Bárcabo · Belver de Cinca · Benabarre · Benasque · Beranuy · Berbegal · Bielsa · Bierge · Biescas · Binaced · Binéfar · Bisaurri · Biscarrués · Blecua y Torres · Boltaña · Bonansa · Borau · Broto · Caldearenas · Campo · Camporrélls · Canal de Berdún · Candasnos · Canfranc · Capdesaso · Capella · Casbas de Huesca · Castejón de Monegros · Castejón de Sos · Castejón del Puente · Castelflorite · Castiello de Jaca · Castigaleu · Castillazuelo · Castillonroy · Chalamera · Chía · Chimillas · Colungo · Esplús · Estada · Estadilla · Estopiñán del Castillo · Fago · Fanlo · Fiscal · Fonz · Foradada del Toscar · Fraga · La Fueva · Gistaín · El Grado · Grañén · Graus · Gurrea de Gállego · Hoz de Jaca · Hoz y Costean · Huerto · Huesca · Ibieca · Igriés · Ilche · Isábena · Jaca · Jasa · Labuerda · Laluenga · Lalueza · Lanaja · Laperdiguera · Lascellas-Ponzano · Lascuarre · Laspaúles · Laspuña · Loarre · Loporzano · Loscorrales · Lupiñén-Ortilla · Monesma y Cajigar · Monflorite-Lascasas · Montanuy · Monzón · Naval · Novales · Nueno · Olvena · Ontiñena · Osso de Cinca · Palo · Panticosa · Peñalba · Las Peñas de Riglos · Peralta de Alcofea · Peralta de Calasanz · Peraltilla · Perarrúa · Pertusa · Piracés · Plan · Poleñino · Pozán de Vero · La Puebla de Castro · Puente de Montañana · Puente la Reina de Jaca · Puértolas · El Pueyo de Araguás · Pueyo de Santa Cruz · Quicena · Robres · Sabiñánigo · Sahún · Salas Altas · Salas Bajas · Salillas · Sallent de Gállego · San Esteban de Litera · San Juan de Plan · San Miguel del Cinca · Sangarrén · Santa Cilia · Santa Cruz de la Serós · Santa María de Dulcis · Santaliestra y San Quílez · Sariñena · Secastilla · Seira · Sena · Senés de Alcubierre · Sesa · Sesué · Siétamo · Sopeira · La Sotonera · Tamarite de Litera · Tardienta · Tella-Sin · Tierz · Tolva · Torla-Ordesa · Torralba de Aragón · Torre la Ribera · Torrente de Cinca · Torres de Alcanadre · Torres de Barbués · Tramaced · Valfarta · Valle de Bardají · Valle de Hecho · Valle de Lierp · Velilla de Cinca · Vencillón · Viacamp y Litera · Vicién · Villanova · Villanúa · Villanueva de Sigena · Yebra de Basa · Yésero · Zaidín